# Zlati petelin (nagrada)
Zlati petelin (sprva zlata nota) je bila slovenska glasbena nagrada, ki se je podeljevala za dosežke v slovenski glasbi in z njo povezanem delovanju. Nagrada je bila prvič podeljena leta 1993, ko se je imenovala zlata nota, v zlatega petelina pa je bila preimenovana leta 1995. Zlati petelini so svoj čas veljali za enega osrednjih slovenskih glasbenih dogodkov, pri katerem so sodelovali SAZAS, IPF, Društvo slovenskih skladateljev, Sindikat glasbenikov Slovenije, založbe nosilcev zvoka in Ministrstvo za kulturo (tudi RTV Slovenija). Zadnjič so jih podelili leta 2001 (za leto 2000). Ukinjeni so bili zaradi nezanimanja Televizije Slovenija za prenos podelitve, zaradi česar so bili pri glavnem organizatorju Agenciji Ovum mnenja, da nagrad ne morejo izpeljati na dovolj visoki ravni. TV Slovenija je pogodbo o sodelovanju sicer nepričakovano prekinila že leto prej, ko je prenos nato potekal na TV3, ki pa projektu ni bila kos.

## Zlata nota 1993
| Kategorija          | Prejemnik                                                               |
| ------------------- | ----------------------------------------------------------------------- |
| Rock skupina        | Šank rock — Sokoli — California — Don Mentony Band — Avtomobili         |
| Pop skupina         | Agropop — Čuki — Čudežna polja — Pop Design — Big Ben Band              |
| Najboljši pevec     | Peter Lovšin — Miran Rudan — Vlado Kreslin — Zoran Predin — Vili Resnik |
| Rock album          | Gate na glavo (Zoran Predin)                                            |
| Pop album           | Ko si na tleh (Pop Design)                                              |
| Najboljša uspešnica | »Ko si na tleh« (Pop Design)                                            |
| Najboljši bobnar    | Aleš Uranjek (Šank rock)                                                |
| Najboljši kitarist  | Bor Zuljan (Šank rock)                                                  |
| Skupina, ki obeta   | Spin                                                                    |
| Življenjsko delo    | Janez Bončina-Benč                                                      |

## Zlata nota 1994
| Kategorija                   | Prejemnik |
| ---------------------------- | --- |
| Pop skupina                  | Pop Design — Čuki — Avia Band |
| Pop pevec                    | Dominik Kozarič — Magnifico — Andrej Šifrer |
| Pop pevka                    | Darja Švajger — Alenka Godec — Anja Rupel |
| Pop album                    | Od srca do srca (Magnifico) — Sedem irskih noči (Andrej Šifrer) — Zanzibar (Čuki) |
| Pop pesem                    | »24.000 poljubov« (Magnifico) — »Reka luči« (Dominik Kozarič) — »Lep je dan« (Anja Rupel)                                                                                                |
| Rock skupina                 | Avtomobili — Šank rock — Lačni Franz |
| Rock pevec                   | Janez Bončina - Benč — Peter Lovšin — Matjaž Jelen |
| Rock album                   | Hiša nasprot sonca (Peter Lovšin in Vitezi obložene mize) — Nekega jutra, ko se zdani (Vlado Kreslin in Mali bogovi) — Mlinar na Muri (Chateau)                                          |
| Rock pesem                   | »Nekega jutra, ko se zdani« (Vlado Kreslin in Mali bogovi) — »Srečen« (Bombe) — »Julita« (Peter Lovšin)                                                                                  |
| Jazz izvajalec               | Petar Ugrin — Alenka Godec Trio — Mia Žnidarič |
| Jazz album                   | Ljubljana Jazz Selection & Petar Ugrin (Ljubljana Jazz Selection in Petar Ugrin) — God Bless' the Child (Ljubljana Jazz Selection in Oto Pestner) — Ne, ne, ker se ne sme (Mia Žnidarič) |
| Folk in etno izvajalec       | Iztok Mlakar — Vlado Kreslin — Adi Smolar |
| Folk in etno album           | Balade in štroncade (Iztok Mlakar) — Neprilagojen (Adi Smolar) — Melodije smoga in premoga (Orlek)                                                                                       |
| Narodno-zabavna skupina      | Alpski kvintet — Štajerskih 7 — Ansambel Lojzeta Slaka |
| Narodno-zabavni album        | Kapelica pod Triglavom (Alpski kvintet) — Fantje z vseh vetrov (Fantje z vseh vetrov) — Slovenski kruh (Štajerskih 7)                                                                    |
| Narodno-zabavna pesem        | »Zapleši z mano« (Alpski kvintet) — »Je hitla glavo na kušin« (Primorski fantje) — »Slovenski kruh« (Štajerskih 7)                                                                       |
| Pevec narodno-zabavne glasbe | Braco Koren — Alfi Nipič — Edvin Fliser |
| Pevka narodno-zabavne glasbe | Ivanka Kraševec — Andreja Zakonjšek — Branka Kraner |
| Tonska realizacija albuma    | Od srca do srca (Janez Križaj, Iztok Turk, Magnifico) — Mlinar na Muri (Chateau) — V poznih nočnih urah (Panda)                                                                          |
| Videospot                    | »Zeleni Jurij«, režiser Vinci Vogue Anžlovar — »Ta vlak« (Čuki) — »Mlinar na Muri« (Chateau)                                                                                             |
| Ovitek                       | Matevž Medija |
| Kompilacijski album          | Danilo Kocjančič & Friends — Balada o koščku kruha (Frane Milčinski-Ježek) — 40 let, 40 hitov (Ansambel bratov Avsenik)                                                                  |
| Priredba tuje pesmi          | »Vsepovsod ljubezen« (Čuki) — »Sedem irskih noči« (Andrej Šifrer) — »Mlinar na Muri« (Chateau)                                                                                           |
| Debitant leta                | Ali En — Hiša — Victory |
| Zlata nota popularnosti      | Čuki |

## Zlati petelini 1996
Zlati petelini za leto 1995 so bili podeljeni v soboto, 20. aprila 1996, v Celju. Podelitev sta vodila Ivan Lotrič in Mojca Mavec. Dobitnike je izbrala 111-članska žirija.
| Kategorija                                          | Prejemnik |
| --------------------------------------------------- | --- |
| Pop skupina                                         | Čuki |
| Pop pevec                                           | Oto Pestner - Magnifico - Zoran Predin                                                                          |
| Pop pevka                                           | Darja Švajger                                                                                                   |
| Pop album                                           | Odpri oči Anje Rupel, producenta Sašo Fajon in Aleš Klinar                                                      |
| Pop pesem                                           | Prisluhni mi Darje Švajger, avtorji Primož Peterca, Sašo Fajon in Jože Privšek                                  |
| Rock skupina                                        | Šank rock - Leteči potepuhi - Lačni Franz                                                                       |
| Rock pevec                                          | Zoran Predin |
| Rock album                                          | Zguba časa in denarja Letečih potepuhov, producent Jožef Sečnik                                                 |
| Rock pesem                                          | Bicikl Letečih potepuhov                                                                                        |
| Jazz album                                          | Hold My Hand Mie Žnidarič, producent Janez Križaj - Rokland Roka Goloba - Glenn Miller Big Banda RTV Slovenija  |
| Jazz izvajalec                                      | Mia Žnidarič |
| Folk in etno album                                  | Bognedaj, da bi crknu televizor Adija Smolarja in Letečih potepuhov                                             |
| Folk in etno izvajalec                              | Slovenski oktet                                                                                                 |
| Izvajalec glasbe za otroke                          | Davor Božič |
| Album glasbe za otroke                              | Pravljice pod klobukom Davorja Božiča, producent Tomaž Kozlevčar                                                |
| Pesem za otroke                                     | Kaličopko Janija Lipičnika                                                                                      |
| Album instrumentalne, scenske in filmske glasbe     | Cvetje v jeseni Urbana Kodra                                                                                    |
| Izvajalec instrumentalne, scenske in filmske glasbe | Rok Golob - Demolition group - Veronica                                                                         |
| Narodno-zabavna skupina                             | Ansambel Lojzeta Slaka                                                                                          |
| Pevec narodno-zabavne glasbe                        | Oto Pestner |
| Pevka narodno-zabavne glasbe                        | Stanka Kovačič                                                                                                  |
| Narodno-zabavni album                               | Čebelar Ansambla Lojzeta Slaka                                                                                  |
| Tonska realizacija albuma                           | Robi Bevc in Rok Golob za Rokland                                                                               |
| Album v tujem jeziku                                | Hold my hand Mie Žnidarič, producenta Janez Križaj in Mia Žnidarič                                              |
| Videospot                                           | Odšla bom še to noč Anje Rupel, režiser Sašo Podgoršek                                                          |
| Ovitek                                              | Quatebriga Vol. 1 Boštjana Botasa Kende in Sabe Skaberne (nominirana sta bila še Zvone Kukec in Andreja Trbuha) |
| Najboljši kompilacijski album                       | Na vrhu nebotičnika Jureta Robežnika                                                                            |
| Priredba                                            | V Ljubljano Anje Rupel                                                                                          |
| Debitant leta                                       | Leteči potepuhi - Marta Zore - 4 FUN                                                                            |

## Zlati petelini 1997
3. podelitev zlatih petelinov za leto 1996 je potekala v petek, 18. aprila 1997, v dvorani Celjskega sejma v okviru 4. mednarodnega glasbenega sejma z neposrednim prenosom na TV Slovenija. Nagrade so bile podeljene v 31 kategorijah. Nastopili so k.u.t. GAS in drugi izvajalci.
| Kategorija                                          | Nominiranci (prejemnik v krepkem) |
| --------------------------------------------------- | --- |
| Pop skupina                                         | Čuki — Faraoni — Panda |
| Pop pevka                                           | Irena Vrčkovnik — Anja Rupel — Anika Horvat |
| Pop pevec                                           | Aleksander Mežek — Zoran Predin — Vili Resnik |
| Pop pesem                                           | Anita ni nikoli (Halo; avtorji Danilo Kocjančič, Drago Mislej, Halo) — Mentol bombon (Predin & Šukar; avtorja Zoran Predin, Saša Oljenuk) — Sonce (Čuki; avtorji Marko Vozelj, Jože Potrebuješ, Tomaž Borsan, Marino Mrčela) |
| Pop album                                           | Ljubi jo nežno (Dominik Kozarič) — Od cveta do cveta (Aleksander Mežek) — Omnia Mea Mecum Porto (Gimme 5) |
| Rock pesem                                          | Ker veš, da te ljubim (Vili Resnik) — Saj te prime, pa te mine (Adi Smolar) — Tih' bod in igraj (Šank rock) |
| Rock album                                          | Saj te prime, pa te mine (Adi Smolar) — Bosa dama (Šank rock) — Erotika (k.u.t. GAS) |
| Rock skupina                                        | Avtomobili — k.u.t. GAS — Šank rock |
| Rock pevec                                          | Adi Smolar — Janez Bončina - Benč — Matjaž Jelen |
| Jazz izvajalec                                      | Mia Žnidarič — Primož Grašič — Big Band RTVS |
| Jazz album                                          | I Wish I Know How (Mia Žnidarič) — Mir, prijateljstvo, ljubezen (Braco Doblekar) — Noč ima tisoč oči (Primož Grašič) |
| Folk in etno izvajalec                              | Kontrabant — Slovenski oktet — Šukar |
| Folk in etno album                                  | Amaro Dive (Šukar) — Mojcej (Slovenski oktet) — Utrinek (Kontrabant) |
| Album instrumentalne, scenske in filmske glasbe     | Pihalni orkester Svea Zagorje (Delavski pihalni orkester Svea Zagorje) — Invisible Instruments (The O.P. Dixieland Singers) — Zlata trobenta (Franc Korbar)                                                                  |
| Izvajalec instrumentalne, scenske in filmske glasbe | The O.P. Dixieland Singers |
| Pevec narodno-zabavne glasbe                        | Oto Pestner — Rudi Šantl — Franci Rebernik |
| Pevka narodno-zabavne glasbe                        | Marija Ahačič-Pollak — Romana Cafuta — Joži Kališnik |
| Album narodno-zabavne glasbe                        | Ko zaslišim znano melodijo (Ansambel Lojzeta Slaka) — Pesem zvonov (Štajerskih sedem) — Trideset veselih let (Alpski kvintet)                                                                                                |
| Narodno-zabavna skupina                             | Štajerskih sedem |
| Narodno-zabavna pesem                               | Štajerskih sedem |
| Izvajalec glasbe za otroke                          | Maja in Roman Končar — Romana Krajnčan — Pinocchio |
| Album za otroke                                     | A-e-i-o-u (Romana Krajnčan) — Naše pesmi, naše sanje (Pinocchio) — Telefon v mestu Tutukaj (Otroški zbor RTVS) |
| Pesem za otroke                                     | A-E-I-O-U (Romana Krajnčan; avtorja Kajetan Kovič, Lojze Krajnčan) |
| Debitant                                            | Gimme 5 — k.u.t. GAS — Power Dancers |
| Priredba                                            | Kot ptica (Vili Resnik) — Sonček je (Toti Big Band; avtor Jože Privšek) — Žalostna (Zoran Predin) |
| Album v tujem jeziku                                | I Wish I Know How (Mia Žnidarič) |
| Kompilacijski album                                 | Cocktail obilni (predvolilni) (Marko Brecelj) — Med iskrenimi ljudmi (Majda Sepe) — Mentol bombon (Zoran Predin in Šukar) |
| Ovitek                                              | Ven Jemeršič (149 − Central Problem) — Igor Arih (Omnia Mea Mecum Porto – Gimme 5) — Zvone Kukec (Zaboj – Pankrti) |
| Videospot                                           | Keme merav (Šukar) — Ne pozabi me (Anja Rupel) — Pesem zvonov (Štajerskih sedem; režiser Vinci Vogue Anžlovar) |
| Tonska realizacija albuma                           | Amaro Dive (Šukar) — David Šuligoj in Zoran Predin za Mentol bombon (Predin & Šukar) — Not For Sale (Sasha) |
| ?                                                   | ? |

## Zlati petelini 1998
Podelitev zlatih petelinov za leto 1997 je potekala v petek, 17. aprila 1998, v studiu TV Slovenija. Vodila jo je Mojca Mavec. O prejemnikih je odločala 116-članska žirija. Med nastopajočimi so bili Terra Mystica s plesno skupino Intakt, Janez Zmazek & DMBB, Power Dancers in Res Nullius.
| Kategorija                                          | Prejemnik                                             |
| --------------------------------------------------- | ----------------------------------------------------- |
| Jazz album                                          | Rok Golob & Stop the Band − Rok Golob & Stop the Band |
| Album instrumentalne, scenske in filmske glasbe     | Rok Golob & Stop the Band − Rok Golob & Stop the Band |
| Jazz izvajalec                                      | Rok Golob & Stop the Band                             |
| Izvajalec instrumentalne, scenske in filmske glasbe | Rok Golob & Stop the Band                             |
| Narodnozabavni album                                | Prijateljem − Štajerskih 7                            |
| Narodnozabavna pesem                                | »Čas otroštva« − Štajerskih 7                         |
| Narodnozabavni izvajalec                            | Štajerskih 7                                          |
| Techno in dance album                               | Babilon III − Babilon                                 |
| Techno in dance pesem                               | »Banana bluz (remix)« − Babilon                       |
| Techno in dance izvajalec                           | Gimme 5 — Power Dancers — Babilon                     |
| Etno in folk album                                  | Jaz sem nor − Adi Smolar                              |
| Etno in folk izvajalec                              | Adi Smolar                                            |
| Rock pesem                                          | »Jaz sem nor« − Adi Smolar                            |
| Pop pesem                                           | »Ko vrbe jokajo« − Vili Resnik                        |
| Pop album                                           | Anita ni nikoli − Halo                                |
| Tonska realizacija                                  | Anita ni nikoli − Halo                                |
| Pop izvajalec                                       | Halo — Tinkara Kovač — Vili Resnik                    |
| Debitant                                            | Botri — Tinkara Kovač — Rok'n'band                    |
| Alternativni rock album                             | Carsica − Terra Mystica                               |
| Alternativni rock izvajalec                         | Terra Mystica                                         |
| Alternativna rock pesem                             | »Kakšna noč« − Pridigarji                             |
| Rock album                                          | Zadnji križarski pohod − Peter Lovšin                 |
| Rock izvajalec                                      | Avtomobili                                            |
| Album za otroke                                     | Pesmi in kantate − MPZ RTV Slovenija                  |
| Izvajalec otroške glasbe                            | MPZ RTV Slovenija                                     |
| Album v tujem jeziku                                | Illusion Anyway − Hiša                                |
| Videospot                                           | Ven Jemeršič za »Duša je prazna« (Janez Zmazek)       |
| Ovitek plošče                                       | Mima Suhadolc za Aktive Matrix V. 1.0                 |
| Priredba                                            | »Moja mlada ljubica« − Rok'n'band                     |
| Kompilacijski album                                 | Nad mestom se dani − Jože Privšek                     |

## Zlati petelini 1999
Podelitev zlatih petelinov za leto 1998 je potekala v studiu TV Slovenija, vodil jo je Andrej Karoli.
| Kategorija                                          | Prejemnik                                                                  |
| --------------------------------------------------- | -------------------------------------------------------------------------- |
| Alternativni rock izvajalec                         | Miladojka Youneed                                                          |
| Alternativni rock album                             | Miladojka Youneed − Schizophonik                                           |
| Alternativni rock – pesem                           | Miladojka Youneed − Good Morning                                           |
| Rock izvajalec                                      | Šank rock                                                                  |
| Rock album                                          | Orlek – Salamurca                                                          |
| Rock pesem                                          | Orlek – Na Kum                                                             |
| Pop izvajalec                                       | Miran Rudan                                                                |
| Pop album                                           | Miran Rudan – V srce                                                       |
| Pop pesem                                           | Andrej Šifrer – Za prijatelje                                              |
| Tehno in dance izvajalec                            | Kingston                                                                   |
| Tehno in dance album                                | Kingston − Cela ulica nori                                                 |
| Techno in dance pesem                               | Kingston − Cela ulica nori                                                 |
| Jazz izvajalec                                      | New Swing Quartet                                                          |
| Jazz album                                          | Mia Žnidarič − Pobarvanka                                                  |
| Izvajalec instrumentalne, scenske in filmske glasbe | Pihalni orkester Svea Zagorje                                              |
| Album instrumentalne, scenske in filmske glasbe     | Vita Mavrič – Sem, kakršna sem                                             |
| Folk in etno izvajalec                              | Zoran Predin in Mar Django Quartet                                         |
| Folk in etno album                                  | Zoran Predin in Mar Django Quartet – Ljubimec iz omare                     |
| Izvajalec glasbe za otroke                          | Romana Krajnčan                                                            |
| Glasbeni album za otroke                            | Romana Krajnčan – Figelpok                                                 |
| Izvajalec narodnozabavne glasbe                     | Ansambel Franca Miheliča                                                   |
| Album narodnozabavne glasbe                         | Ansambel Franca Miheliča – Kjer lastovke gnezdijo                          |
| Pesem narodnozabavne glasbe                         | Ansambel Franca Miheliča – Kjer lastovke gnezdijo                          |
| Tonska realizacija                                  | Tomaž Kozlevčar in Dare Novak za album I Saw the Light (New Swing Quartet) |
| Album v tujem jeziku                                | New Swing Quartet – I Saw the Light                                        |
| Videospot                                           | Matjaž Pograjc in Peter Bratuša (Vita Mavrič)                              |
| Ovitek                                              | Agencija Futura za album Sem, kakršna sem (Vita Mavrič)                    |
| Priredba                                            | Miran Rudan − Laure ni več (aranžma: Bor Zuljan)                           |
| Kompilacija                                         | Adi Smolar − Od A do S (?)                                                 |
| Debitant                                            | Sausages                                                                   |

## Zlati petelini 2000
Podelitev zlatih petelinov za leto 1999 je potekala 2. aprila 2000 v Gallusovi dvorani Cankarjevega doma. Nastopili so Tinkara Kovač, Lara Baruca, Big Foot Mama (Zadnji poraz), California in drugi. Prireditev je režiral Samo Milavec, povezovala pa sta jo Mario Galunič in Mojca Mavec.
| Kategorija           | Nominiranci (prejemnik v krepkem) |
| -------------------- | --- |
| Pop album            | Supermarket (Nude) – Košček neba (Tinkara Kovač) – Še 1000 kilometrov (California)                                                                         |
| Rock album           | Kar ne piše (Lara Baruca) – Id (Siddharta) – Autoerotic (Psycho-path)                                                                                      |
| Jazz album           | Bab'n gabn (Dominik Kranjčan) – Hunski hrbti (Big Band RTV Slovenija, Milko Lazar) − Little Troubles (Jazz Club Gajo Quintet)                              |
| Etno in folk album   | Zapojmo lepo, zaigrajmo eno (različni) – Med dvema ognjema (Juhej in Vuhmepiš) – Carmina Profana (Jani Kovačič)                                            |
| Album za otroke      | Najlepše pesmi Janeza Bitenca (različni) – Tuba Luba (Romana Krajnčan) – Hop, Cefizelj (Sten Vilar)                                                        |
| Narodnozabavni album | Rada bi še plesala (ans. Petra Finka) – 2000 let (Slovenski muzikantje) – Kje je tisto leto (Štirje kovači)                                                |
| Album resne glasbe   | Portret (Janez Lotrič) – Portreti slovenskih skladateljev (različni) – Znameniti koncert za violončelo (Igor Škerjanec in Orkester Slovenske filharmonije) |
| Skladba leta         | Pot v X (Siddharta) – Ko bo prišel (Tinkara Kovač) – Bit (Zmelkoow)                                                                                        |
| Album leta           | Id (Siddharta) – Košček neba (Tinkara Kovač) – Tretja dimenzija (Big Foot Mama)                                                                            |
| Izvajalec leta       | Tinkara Kovač – Big Foot Mama – California |
| Kompilacija          | Bendologija (Janez Bončina Benč) – Izštekani II (različni) – Vse moje ljubezni (Danilo Kocjančič)                                                          |
| Debitant             | Lucky Cupids – Siddharta – Nuša Derenda |
| Tonska realizacija   | Je treba delat (Adi Smolar) – Košček neba (Tinkara Kovač) – Dej, nosorog, pazi, kam stopaš (Zmelkoow)                                                      |
| Ovitek               | Autoerotic (Kladivo Design, tj. Jure Sotler) – Cinca Marinca (Medja & Karlson) – Tretja dimenzija (J. e. s. u. s. Ajax)                                    |
| Videospot            | Fresh Window (300.000 V.K., režiser Igor Zupet) – Še tisoč let (Darja Švajger, režiser Peter Bratuša) – Žitje Miće Muriquija (Zaklonišče prepeva)          |

## Zlati petelini 2001
Podelitev je potekala v koprski dvorani Bonifika s prenosom na komercialni televiziji TV3 (na TV Slovenija so namreč nepričakovano prekinili petletno pogodbo o sodelovanju).
| Kategorija                                      | Prejemnik                                                                                |
| ----------------------------------------------- | ---------------------------------------------------------------------------------------- |
| Debitant                                        | Tabu                                                                                     |
| Album                                           | Ptič Vlada Kreslina                                                                      |
| Pesem                                           | Ni mi žal Nuše Derenda                                                                   |
| Izvajalec                                       | Siddharta                                                                                |
| Rock album                                      | Željo daleč stran zasedbe Shyam                                                          |
| Pop album                                       | Sexyboy Magnifica                                                                        |
| Videospot                                       | Halo gospodična Magnifica, režiser Ven Jemeršić                                          |
| Ovitek                                          | Petja Selan in Jana Štraus za album Tretji človek Zorana Predina                         |
| Jazz album                                      | Ozri se v gnevu Petar Ugrin kvinteta                                                     |
| Kompilacijski album                             | Neiztrohnjeno srce                                                                       |
| Album folka in etna                             | Dober večer, mamica Prifarskih muzikantov                                                |
| Tonska realizacija albuma                       | Čas pred svitom Jožeta Privška, tonski mojster Dare Novak, glavni producent Dečo Žgur    |
| Album vokalne skupine                           | Samospevi Jakoba Ježa                                                                    |
| Solistični ali komorni album                    | Opus di jazz, klavir Tomaž Petrač, flavta Matej Grahek                                   |
| Album operne ali simfonične glasbe              | 5 klavirskih koncertov L. van Beethovna, klavir Dubravka Tomšič, Simfoniki RTV Slovenija |
| Album šansona                                   | Vals Boston Mara Djanga                                                                  |
| Album narodnozabavne glasbe                     | Glasba iz Slovenije Jožeta Galiča                                                        |
| Album scenske, filmske in instrumentalne glasbe | Kaj ti je deklica                                                                        |
| Album za otroke                                 | Jaz ne grem v šolo Adija Smolarja                                                        |